# Basi (ort i Indien, Punjab, Ajitgarh)
Basi är en ort i Indien.   Den ligger i distriktet Ajitgarh och delstaten Punjab, i den norra delen av landet, 220 km norr om huvudstaden New Delhi. Basi ligger 306 meter över havet och antalet invånare är 18 739.
Terrängen runt Basi är platt. Runt Basi är det tätbefolkat, med 709 invånare per kvadratkilometer. Närmaste större samhälle är Chandigarh, 17,3 km norr om Basi. Trakten runt Basi består till största delen av jordbruksmark.